# اعدام ماری استوارت
 اعدام ماری استوارت  (The Execution of Mary Stuart) یک فیلم کوتاه آمریکایی صامت، سیاه و سفید به کارگردانی آلفرد کلارک محصول سال ۱۸۹۵ میلادی است و در رابطه با اعدام ماری یکم، ملکه اسکاتلند است.